# فتاة سيئة (فلم)
فتاة سيئة (بالإنجليزية: Bad Girl) هو فيلم دراما تم إنتاجه في الولايات المتحدة وصدر في سنة 1931.

## ترشيحات وجوائز
| السنة | الحدث  | الفئة              | النتيجة  |
| ----- | ------ | ------------------ | -------- |
|       | أوسكار | أفضل مخرج          | فـــــوز |
|       | أوسكار | أفضل سيناريو مقتبس | فـــــوز |
|       | أوسكار | أفضل فيلم          | ترشـيـح  |

## وصلات خارجية
- مقالات تستعمل روابط فنية بلا صلة مع ويكي بيانات